# Un apprezzato professionista di sicuro avvenire
Pour plus de détails, voir Fiche technique et Distribution.
Un apprezzato professionista di sicuro avvenire est une comédie dramatique italien réalisé par Giuseppe De Santis et sorti en 1972.
Il s'agit du dernier long métrage réalisé par De Santis, qui n'a pas réussi à produire d'autres films par la suite,.

## Synopsis
Le jeune avocat Arduni se retrouve impuissant après son mariage avec Lucietta, la fille du riche bâtisseur Attilio. Le pauvre Arduni, poussé par ce dernier à mettre un enfant au monde, après deux ans de tourments, se tourne vers son ami d'enfance, devenu prêtre, Marco. Celui-ci, bien qu'à contrecœur, accepte de prendre sa place dans le lit de sa femme consentante (qui, cependant, ne sait pas, parce qu'elle est droguée, qui est son partenaire). Ce fait contrarie Marco, qui décide de quitter sa soutane. Arduni décide alors de le tuer, craignant qu'il ne révèle ce qui s'est passé une fois libéré de ses liens religieux. Nicola Parella, un pauvre homme, est accusé du crime, mais il ne tarde pas à démasquer le véritable auteur, obligeant Arduni à conclure un pacte : il endossera la responsabilité du crime en échange d'une aide périodique substantielle pour sa famille démunie.

## Fiche technique
- Titre italien original : Un apprezzato professionista di sicuro avvenire[3] (litt. « Un professionnel respecté à l'avenir prometteur »)
- Réalisateur : Giuseppe De Santis
- Scénario : Giuseppe De Santis, Giorgio Salvioni
- Photographie : Carlo Carlini
- Montage : Adriano Tagliavia
- Musique : Maurizio Vandelli (it)
- Décors et costumes : Giuseppe Selmo
- Société de production : Filmnova
- Pays de production :  Italie
- Langue originale : italien
- Format : Couleurs par Eastmancolor - 1,66:1 - Son mono - 35 mm
- Durée : 129 minutes
- Genre : Comédie dramatique
- Dates de sortie :
  - Italie : 25 avril 1972

## Distribution
- Lino Capolicchio : avocat Vincenzo Arduni
- Riccardo Cucciolla : Nicola Parella
- Femi Benussi : Lucietta Arduni
- Robert Hoffmann : Don Marco
- Andrea Checchi : le père de Vincenzo
- Yvonne Sanson : la mère de Lucietta
- Ivo Garrani : Attilio, père de Lucietta
- Massimo Serato : Monseigneur
- Nino Vingelli : maréchal
- Luisa De Santis : Maria, épouse de Nicola
- Vittorio Duse : Giovanni, père de Don Marco
- Lina Alberti : vieille femme dans le bus
- Pietro Zardini : le sacristain Giacomo
- Anna Maria Dossena : la mère de don Marco